# Moysés Azevedo
Moysés Louro de Azevedo Filho (nascido em 4 de novembro de 1959, em Fortaleza, Ceará) é um líder religioso brasileiro, fundador e moderador geral da Comunidade Católica Shalom, um movimento eclesial católico vinculado à Renovação Carismática Católica (RCC). Desde 2019, é membro do Dicastério para os Leigos, a Família e a Vida e, desde 2023, do Dicastério para a Evangelização, ambos da Santa Sé. Celibatário, reside em Aquiraz, Ceará, na sede da comunidade.

## Biografia
Moysés nasceu em uma família católica tradicional, sendo o único filho homem após cinco irmãs. Sua mãe, que o teve aos 44 anos, desejava que ele fosse padre, mas ele rejeitou a ideia na adolescência. Estudou no Colégio Marista Cearense e, aos 15 anos, participou de um encontro de jovens da Arquidiocese de Fortaleza, onde teve uma experiência transformadora com Jesus Cristo. Iniciou o curso de Geologia, mas abandonou após dois anos, formando-se em Fisioterapia por interesse no sofrimento humano, embora nunca tenha exercido a profissão. Em 1980, foi escolhido pelo arcebispo Aloísio Lorscheider para representar a juventude da arquidiocese durante a visita do Papa João Paulo II ao Brasil. No X Congresso Eucarístico Nacional, em Fortaleza, entregou uma carta ao Papa, oferecendo sua vida para evangelizar os jovens. Dois anos depois, em 9 de julho de 1982, fundou a Comunidade Shalom, começando com uma lanchonete no bairro Aldeota, hoje conhecida como "Shalom da Paz".

## Vida eclesial
A Comunidade Shalom foi reconhecida pela Santa Sé como associação privada de fiéis em 2007, sob o Papa Bento XVI. Moysés participou dos sínodos sobre a Eucaristia (2005) e a Palavra de Deus (2008) em Roma, e da V Conferência Episcopal da América Latina em Aparecida (2007), representando movimentos eclesiais. Entre 2007 e 2019, foi consultor do Pontifício Conselho para os Leigos, e de 2011 a 2023, do Pontifício Conselho para a Promoção da Nova Evangelização. Desde 2019, integra o Dicastério para os Leigos, a Família e a Vida, e, em 25 de abril de 2023, foi nomeado ao Dicastério para a Evangelização. Em 27 de abril de 2022, Moysés encontrou-se com o Papa Francisco na Praça São Pedro, convidando-o para a convenção dos 40 anos da Shalom, realizada em Roma em setembro de 2022.

## Comunidade Shalom
A Comunidade Shalom surgiu com a proposta de evangelizar jovens por meio de uma lanchonete, oferecendo lanches com nomes bíblicos para iniciar diálogos sobre fé. Hoje, está presente em mais de 30 países, promovendo eventos como o Festival Halleluya e obras sociais. Moysés descreve o carisma da comunidade como um "dom do Espírito Santo" para renovar a Igreja.

## Visão e legado
Moysés enfatiza a evangelização como um chamado a partilhar o "amor divino", rejeitando a indiferença religiosa contemporânea. O estilo carismático da Shalom, com músicas animadas e práticas como o "repouso no Espírito", atraiu jovens, mas também gerou críticas de setores tradicionais da Igreja. Ele defende que mudar o coração humano é o caminho para transformar o mundo.